# Deutsche Sprintmeisterschaften 2004
Die 8. Deutschen Sprintmeisterschaften im Rudern wurden am 9. und 10. Oktober 2004 auf dem Aasee in Münster ausgetragen und vom Münsteraner Regattaverein organisiert.
Insgesamt wurden in diesem Jahr in zehn Bootsklassen Medaillen vergeben, davon sechs bei den Männern und drei bei den Frauen sowie eine in der Mixed-Klasse. Der Zweier ohne Steuerfrau und der Vierer ohne Steuerfrau fielen wie bereits im Vorjahr aus. Die Rennen wurden über eine Distanz von 370 Metern ausgetragen.

## Medaillengewinner

### Männer
| Bootsklasse            | Gold | Silber | Bronze |
| ---------------------- | --- | --- | --- |
| Einer                  | Andreas Trzenschiok (Gießener RC Hassia) | Sebastian Wenzel (RV Waldsee 1900) | Oliver Ernst (Der Hamburger und Germania RC) |
| Doppelzweier           | TSV Bremervörde Nils Rüdiger Baade Franz Winulf Baade | RG Speyer 1883 Peter Faber Ingo Janz | Gießener RG 1877 Tobias Mader Michael Wieler |
| Zweier ohne Steuermann | RTHC Bayer Leverkusen Gregor Hauffe Toni Seifert | Crefelder RC 1883 Lars Henning Jochen Urban | Der Hamburger und Germania RC Andreas Clausen Richard Nagel |
| Doppelvierer           | RV Nienburg Sebastian Flögel Patric Mull Christoph Wesemeier Sebastian Tatzko                                                                             | RV Rauxel 1922 Kai Sporea Alexander Lücke Sebastian Polus Yorck Polus                                                                                          | Osnabrücker RV Lutz Ackermann Felix Övermann Andreas Tönnies Matthias Bergmann                                                                                     |
| Vierer mit Steuermann  | RG Wiking Berlin Lars Erdmann Wolfram Huhn Dirk Meusel Lars Krisch Daniel Buj (Stm.)                                                                      | Crefelder RC 1883 Lars Henning Thorben Henning Jochen Urban Volker Heine Kristin Heume (Stf.)                                                                  | ETuF Essen Matthias Hapich Sven Schultz Jan Hendrik Meier Markus Reckzeh Frederik Böhm (Stm.)                                                                      |
| Achter                 | Heidelberger RK 1872 Simon Eckhardt Dirk Marterer Wolfgang Walter Jens Klein Sebastian Buss Slobodan Mögle Hans Winter Johannes Hermes Anke Krämer (Stf.) | RV Münster von 1882 Martin Asholt Philipp Stüer Anders Sass Christoph Püschel Max Böntgen Conrad Keller Alexander Kortmann Marc Rossmeier Ulrich Dreyer (Stm.) | Der Hamburger und Germania RC Michael König Christian Ulrich Jan Baur Oliver Ernst Christoph Dyck David Kowalski Andreas Clausen Richard Nagel Jana Martens (Stf.) |

### Frauen
| Bootsklasse  | Gold                                                                                     | Silber                                                                         | Bronze                                                                            |
| ------------ | ---------------------------------------------------------------------------------------- | ------------------------------------------------------------------------------ | --------------------------------------------------------------------------------- |
| Einer        | Judith Obrocki (Hürther RG)                                                              | Melanie Hansen (Domschul-RC Schleswig)                                         | Yvonne Schiek (RC Aken)                                                           |
| Doppelzweier | Kettwiger RG Britta Holthaus Anna Oligmüller                                             | RV Kurhessen-Cassel Jana Krämer Manuela Zander                                 | RC Hansa Dortmund Sonja Ziegler Wilma Dressel                                     |
| Doppelvierer | Ludwigshafener RV von 1878 Sandra Schnitzer Evelyn Siegert Karin Stephan Andrea Klapheck | Heidelberger RK 1872 Vera Dohmen Katharina Fricke Katlehn Rodewald Anique Punt | Bremer RV von 1882 Kerstin Heise Meike Kastrup Lena van der Elst Christina Mahler |

### Mixed
| Bootsklasse  | Gold                                                        | Silber                                                                            | Bronze                                                                       |
| ------------ | ----------------------------------------------------------- | --------------------------------------------------------------------------------- | ---------------------------------------------------------------------------- |
| Doppelvierer | Hürther RG Eva Paus Jan Obrocki Manuel Nagel Judith Obrocki | Osnabrücker RV Lutz Ackermann Matthias Bergmann Lisa Bergstermann Mareike Helmers | Neusser RV Kristina Heinrichs Herbert Rapp Susanne Angenendt Sebastian Fürst |